# Cat Quest
Cat Quest es un videojuego de acción y rol desarrollado por el equipo con sede en Singapur, The Gentlebros, y distribuido por PQube. El juego fue lanzado en 2017 y ha recibido reseñas generalmente positivas de críticos profesionales.

## Jugabilidad
Cat Quest es un videojuego de acción y rol que se juega desde una perspectiva arriba abajo. El juego es un mundo abierto ambientado en un reino llamado Felingard. El jugador asume el rol de un gato antropomórfico que parte en una búsqueda para rescatar a su hermana secuestrada. El juego cuenta con combate en tiempo real, exploración de mazmorras, y progreso de equipamiento.

## Trama
El juego comienza con una cinemática de apertura mostrando al héroe y a su hermana en un bote en el mar abierto. Luego, su hermana es secuestrada por un gato blanco que destruye el bote del héroe y desaparece. Mientras el héroe se encuentra inconsciente, se revela que posee una extraña marca púrpura detrás de su cabeza. Al poco tiempo, el héroe se despierta en la costa de Felingard, un reino isleño dominado por gatos. Es despertado por su espíritu guardián, Spirry, quien llevará al héroe con un mago para aprender qué significa la marca púrpura. El mago revelará que el héroe es un «dragonblood», un grupo de guerreros que derrotaron a los dragones malignos de Felingard hace mucho tiempo, pero desaparecieron misteriosamente. El héroe vuelve a encontrarse con el gato blanco, quien se revela que es otro dragonblood llamado Drakoth. Drakoth le propone al héroe devolverle su hermana si logra derrotar a todos los dragones de Felingard, y el héroe acepta.
Finalmente, se revelará que los dragonblood fueron creados por una raza que lleva mucho tiempo muerta llamada «los viejos maestros», siendo Aelius el principal creador de los dragonblood. Luego de explorar un número de ruinas a través de Felingard, el héroe se enterará de que, hace muchos años, los viejos maestros se rebelaron contra Aelius y lo encarcelaron en un reino conocido como la «dimensión cero». En respuesta a esto, Drakoth lideró a los dragonblood en una rebelión contra los viejos maestros, acabando con ambas razas. Con la ayuda de Spirry, el héroe derrota a los dragones de Felingard, pero involuntariamente sigue a Drakoth a la dimensión cero. Allí, Drakoth revela que el héroe no tiene ninguna hermana, y que la secuencia de apertura fue solamente una memoria falsa creada para que el héroe lo siguiera a Drakoth. Spirry admite que Drakoth es en realidad su maestro, y que ha estado entrenando al héroe para volverlo más fuerte, con el objetivo de atraerlo a la dimensión cero. Tras explicar que la muerte de un dragonblood poderoso es lo que se necesita para liberar a Aelius, Drakoth lucha contra el héroe, pero pierde y muere. El héroe y Spirry se reconcilian y escapan de la dimensión que colapsa. Pero cuando llegaron a la salida, ambos fueron testigos de Aelius escapando antes que ellos.

## Desarrollo y lanzamiento
Cat Quest fue desarrollado por The Gentlebros y distribuido por PQube. Cat Quest fue lanzado para macOS y Windows el 8 de agosto de 2017, y el 10 de agosto de 2017 para iOS. Fue lanzado para Android el 15 de septiembre de 2017. La versión de Nintendo Switch fue lanzada el 10 de noviembre de 2017. También se lanzó en el mismo día para PlayStation 4 en Europa, y el 14 de noviembre en Norteamérica. Hubo un lanzamiento físico para la Nintendo Switch en septiembre de 2018 en Europa y Norteamérica. Tesla habilitó Cat Quest para jugar en sus sistemas de entretenimiento dentro del vehículo en la actualización de las fiestas de 2020 (2020.48.25).

## Recepción
Cat Quest recibió reseñas «generalmente favorables» de los críticos profesionales, de acuerdo con el sitio web agregador de reseñas Metacritic.

### Reconocimientos
Cat Quest ha ganado los premios a «mejor juego de rol y aventuras» y «mejor diseño de arte» en Intel Level Up en 2017. Cat Quest fue nominado y ha ganado el premio a la excelencia en arte visual y diseño en los 2nd SEA International Mobile Game Awards 2017. También fue nominado al «juego móvil del año» en los AIAS' 21st Annual D.I.C.E. Awards.

## Secuela
En mayo de 2018, los desarrolladores anunciaron una secuela que en aquel entonces se tituló Cat Quest II: The Lupus Empire. Fue lanzada el 24 de octubre de 2019 para Windows (a través de Steam), Xbox One, PlayStation 4 y Nintendo Switch, y en Japón el 30 de enero de 2020, titulada simplemente Cat Quest II.